# Kaspar Förster der Jüngere
Kaspar Förster (getauft 28. Februar 1616 in Danzig; † 2. Februar 1673 in Oliva) war ein deutscher Sänger, Kapellmeister und Komponist.

## Leben
Kaspar Förster der Jüngere wurde als Sohn des Danziger Kapellmeisters Kaspar Förster geboren. Seine erste musikalische Unterweisung erhielt er vom Vater. Dieser war auch als Komponist tätig, Werke von ihm sind jedoch nicht überliefert. 
Erste Auftritte als Musiker hatte Förster als Kapellknabe in der Marienkirche in Danzig. Er ergänzte seine Ausbildung in Warschau bei Marco Scacchi und ab 1636 in Italien. 1638 wurde er Sänger und Dirigent bei der Warschauer Hofkapelle. 1641 bewarb er sich um ein Amt in Danzig, zu einer Berufung kam es jedoch nicht. Er verbrachte einige Zeit in Italien, bis ihn 1652 der dänische König Friedrich III. nach Kopenhagen berief, um dort den Wiederaufbau der Hofkapelle zu übernehmen. Der aufflammende Krieg zwischen Dänemark und Schweden verschlug ihn jedoch 1655, drei Jahre nach dem Tod des Vaters, wieder nach Danzig, wo er für zwei Jahre Kapellmeister an der Marienkirche war. Nach der Aussage von Johann Mattheson war er eine „Zierde der Danziger Musik“. 1657 trat er in venezianischen Dienst und nahm an den Türkenkriegen teil. Ab 1660 oder 1661 lebte er wiederum in Kopenhagen, wo er insgesamt zehn Jahre die Hofkapelle leitete. Nachdem er noch kurze Zeit in Hamburg geweilt hatte, verbrachte er in Oliva bei Danzig seinen Ruhestand, wo er auch starb.

## Werke
Er schuf sechs Triosonaten sowie geistliche Konzerte und Kantaten. 
- Domine Dominus noster
- Vanitas vanitatum
- Sonata a 7
- Viri Israelite audite
- La Pazza
- Repleta est malis
- 6 Sonata a 3
- Congregantes philistei
- 3 Oratorien
- 35 Geistliche Konzerte (Kantaten)
- 4 Weltliche Kantaten